# بول هاينز
بول هاينز هو لاعب هوكي الجليد كندي، ولد في 1 مارس 1910 في مونتريال في كندا، وتوفي في 12 مايو 1989.

## وصلات خارجية
- بول هاينز على موقع دوري الهوكي الوطني (الإنجليزية)
- بول هاينز على موقع قاعة مشاهير الهوكي (لاعب أن.إتش.أل) (الإنجليزية)
- بول هاينز على موقع EliteProspects.com (الإنجليزية)
- بول هاينز على موقع HockeyDB.com (الإنجليزية)
- بول هاينز على موقع Hockey-Reference.com (الإنجليزية)